# Aedes monotrichus
Aedes monotrichus är en tvåvingeart som beskrevs av Edwards 1936. Aedes monotrichus ingår i släktet Aedes och familjen stickmyggor.
Artens utbredningsområde är Nigeria. Inga underarter finns listade i Catalogue of Life.